# Pemagatshel (ort)
Pemagatshel är en distriktshuvudort i Bhutan.   Den ligger i distriktet Pemagatshel, i den sydöstra delen av landet, 180 kilometer öster om huvudstaden Thimphu. Pemagatshel ligger 1 207 meter över havet och antalet invånare är 13 864.
Terrängen runt Pemagatshel är bergig. Pemagatshel är det största samhället i trakten.
I omgivningarna runt Pemagatshel växer i huvudsak blandskog. Runt Pemagatshel är det ganska tätbefolkat, med 80 invånare per kvadratkilometer.